# Baye (Aveyron)
Die Baye ist ein kleiner Fluss im Süden von Frankreich, der in den Départements Tarn-et-Garonne und Aveyron der Region Okzitanien nordwestlich der Stadt Albi verläuft.

## Geografie

### Verlauf
Die Baye entspringt im westlichen Gemeindegebiet von Castanet, entwässert mit einem Bogen über West generell in südlicher Richtung und mündet nach rund 19 Kilometern im Gemeindegebiet von Varen als rechter Nebenfluss in den Aveyron. Im Mittelteil berührt und durchquert die Baye auf einer Strecke von etwa 3,5 km das Département Aveyron.

### Orte am Fluss
(Reihenfolge in Fließrichtung)
- Causseviel, Gemeinde Parisot
- Rouquette, Gemeinde Castanet
- Rancillac, Gemeinde Parisot
- Massot, Gemeinde Ginals
- La Contie, Gemeinde Najac
- Alzonne, Gemeinde Verfeil
- Saint-Vincent, Gemeinde Varen